# Bockwindmühle Kottmarsdorf
Die Bockwindmühle Kottmarsdorf, in historischen Aufzeichnungen auch nach ihren ehemaligen Besitzern zum Beispiel als „Burkmühle“ oder „Zimmermannmühle“ bezeichnet, ist eine Windmühle im Ortsteil Kottmarsdorf in der sächsischen Gemeinde Kottmar. Die 1843 erbaute Mühle ist die einzige erhaltene von ursprünglich drei Bockwindmühlen im Ort und ist als Technisches Denkmal geschützt.

## Geschichte

### Windmühle

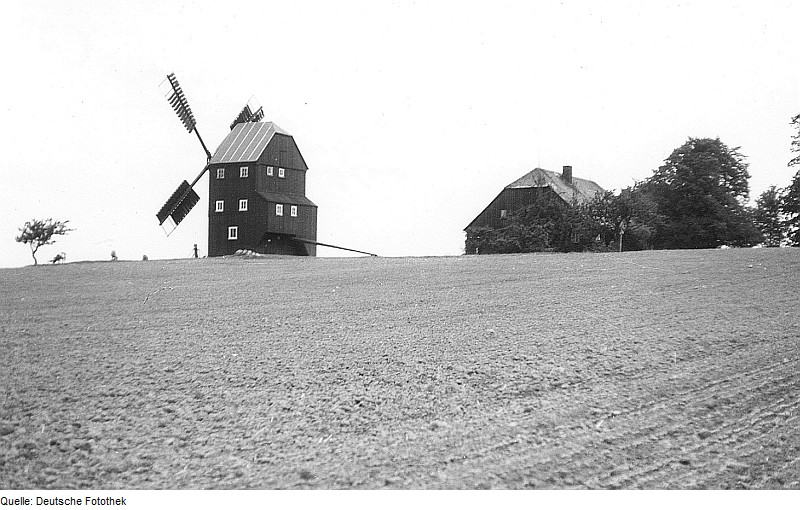
Zustand 1964

Die Mühle wurde 1843 auf dem 435 Meter hohen Pfarrberg im Südosten von Kottmarsdorf errichtet und mit zwei Mahlgängen und zwei Sichtern ausgestattet. Genau 100 Jahre wurde sie als Getreidemühle bis 1943 genutzt. In den folgenden Jahren war das Bauwerk dem Verfall preisgegeben, bis 1961 der Verein Natur- und Heimatfreunde Kottmarsdorf gemeinsam mit der Gemeinde die Windmühle umfassend sanierte und als Schauanlage für die Öffentlichkeit zugänglich machte. Nach der Wende wurde die Mühle 1990 erneut restauriert und technisch instand gesetzt, so wurden beispielsweise die 17 Meter langen Flügel und der Drehbalken erneuert. Eine erneute technische Überholung der Flügel und des Drehmechanismus erfolgte 2014.
Zum jährlichen Deutschen Mühlentag werden in und um die Bockwindmühle Kottmarsdorf verschiedene Veranstaltungen und Vorführungen durchgeführt. Außerdem wird alle fünf Jahre das Kottmarsdorfer Mühlenfest abgehalten.
Im Oktober 2017 wurde ein Flügel der Mühle in Folge des Sturmtiefs Xavier abgerissen. Dieser wurde im April des darauffolgenden Jahres wieder ersetzt.

### Müllerhaus
Das Müllerhaus neben der Windmühle diente ursprünglich als Wohngebäude für den Müllermeister und seine Familie. Seit 1996 befindet sich darin eine Schaubackstube sowie ein traditioneller Backofen. Mehrmals im Jahr wird im Müllerhaus ein Schaubacken durchgeführt.

### Kammrad der Hempelmühle Schönbach

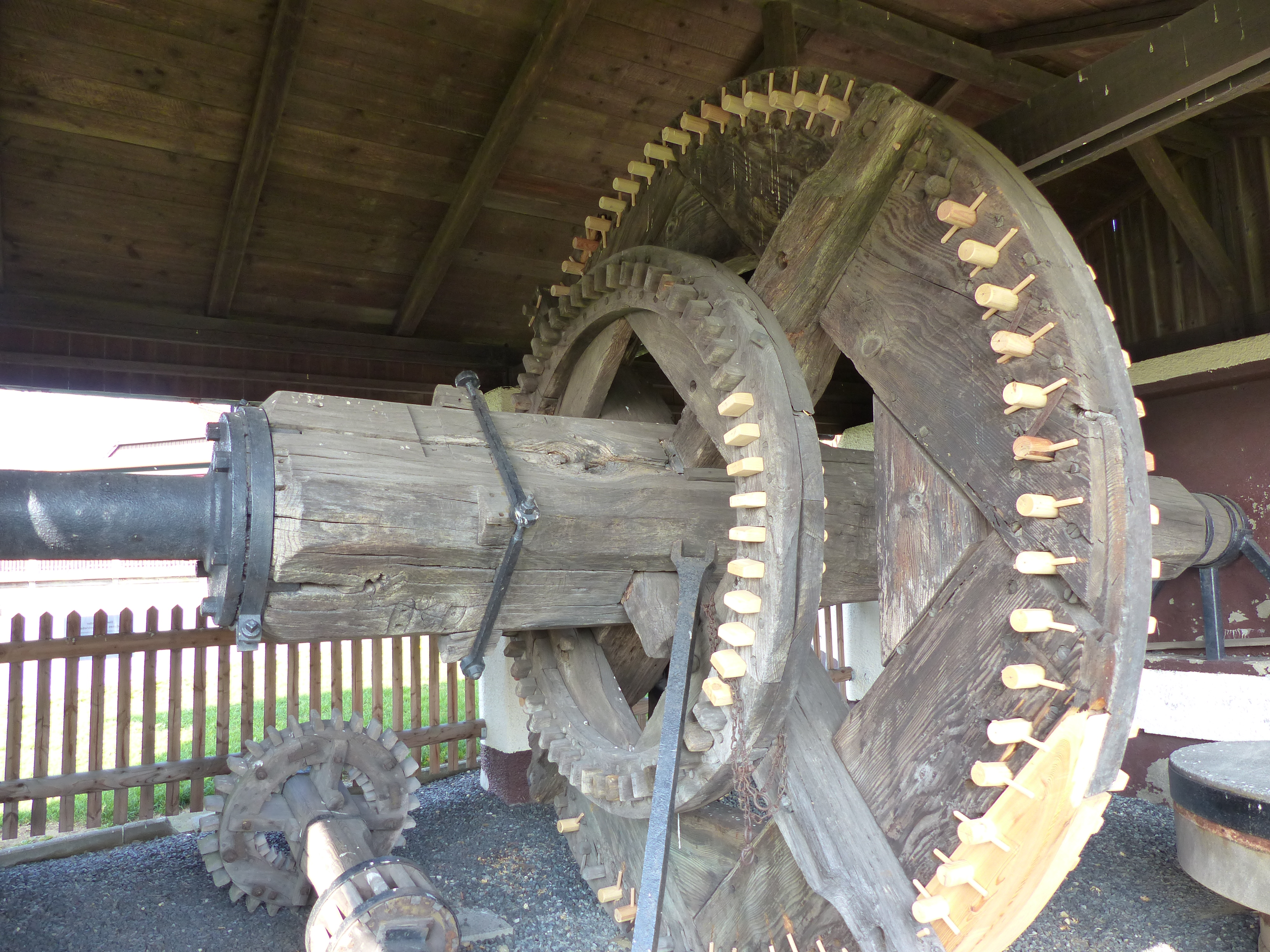
Kammrad der Schönbacher Hempelmühle

Im Jahr 1979 wurde auf Initiative des Kottmarsdorfer Heimatvereins das Kammrad der Hempelmühle in Schönbach bei deren Abriss geborgen und nach Kottmarsdorf transportiert, wo es heute neben der Bockwindmühle ausgestellt wird. Das Kammrad wurde 1752 von Christian Fröden vermutlich in Großhennersdorf erbaut und gilt als ältestes erhaltenes Mühlenantriebsrad in Sachsen. Das Rad sitzt auf einer sechs Meter langen Welle, misst 2,90 Meter im Durchmesser und wiegt etwa zwei Tonnen.

## Mühlenrundweg
Der im Juli 2001 eröffnete Kottmarsdorfer Mühlenrundweg ist ein etwa 1,5 Kilometer langer Wanderweg, der die erhaltene Windmühle mit den Standorten der ehemaligen Mühlen, der sogenannten Samel- und der Döringmühle, verbindet. Zwischen den Mühlenstandorten sind verschiedene Wegestationen eingerichtet, unter anderem ein maßstabsgetreues Modell von Bockwindmühle und Müllerhaus, ein Umgebindehaus, der Ehrenfriedhof für gefallene russische Soldaten und die evangelische Kirche.

## Sonstiges
Am 1. April 2010 stand die Bockwindmühle Kottmarsdorf im Mittelpunkt eines Aprilscherzes: Auf verschiedenen sächsischen Nachrichtenportalen kursierte ein angebliches Amateurvideo, das die komplette Zerstörung der Mühle durch einen Tornado zeigte. Der Aprilscherz wurde am darauffolgenden Tag aufgelöst.

## Galerie

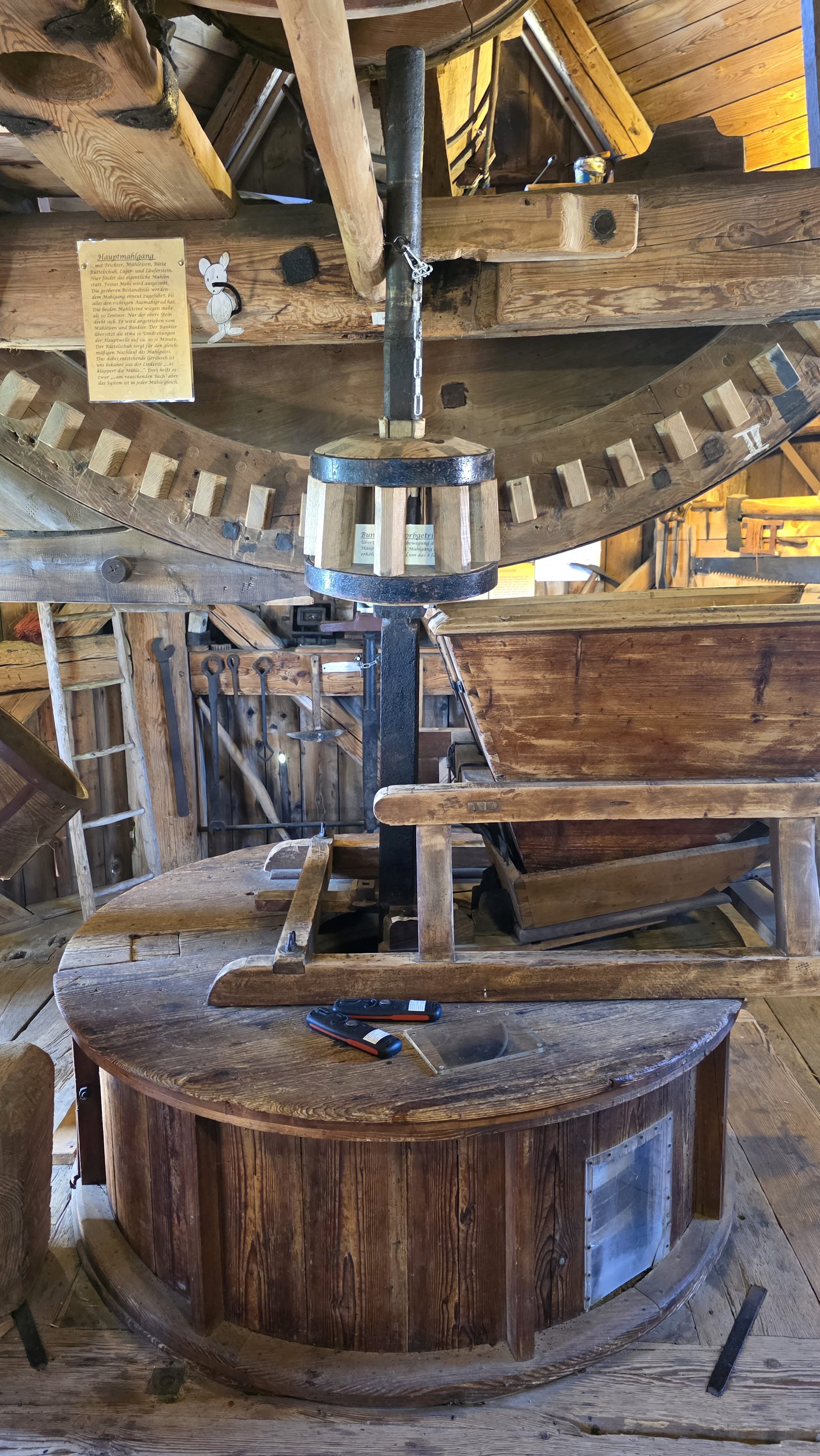
unten Mühlstein hinter Holz
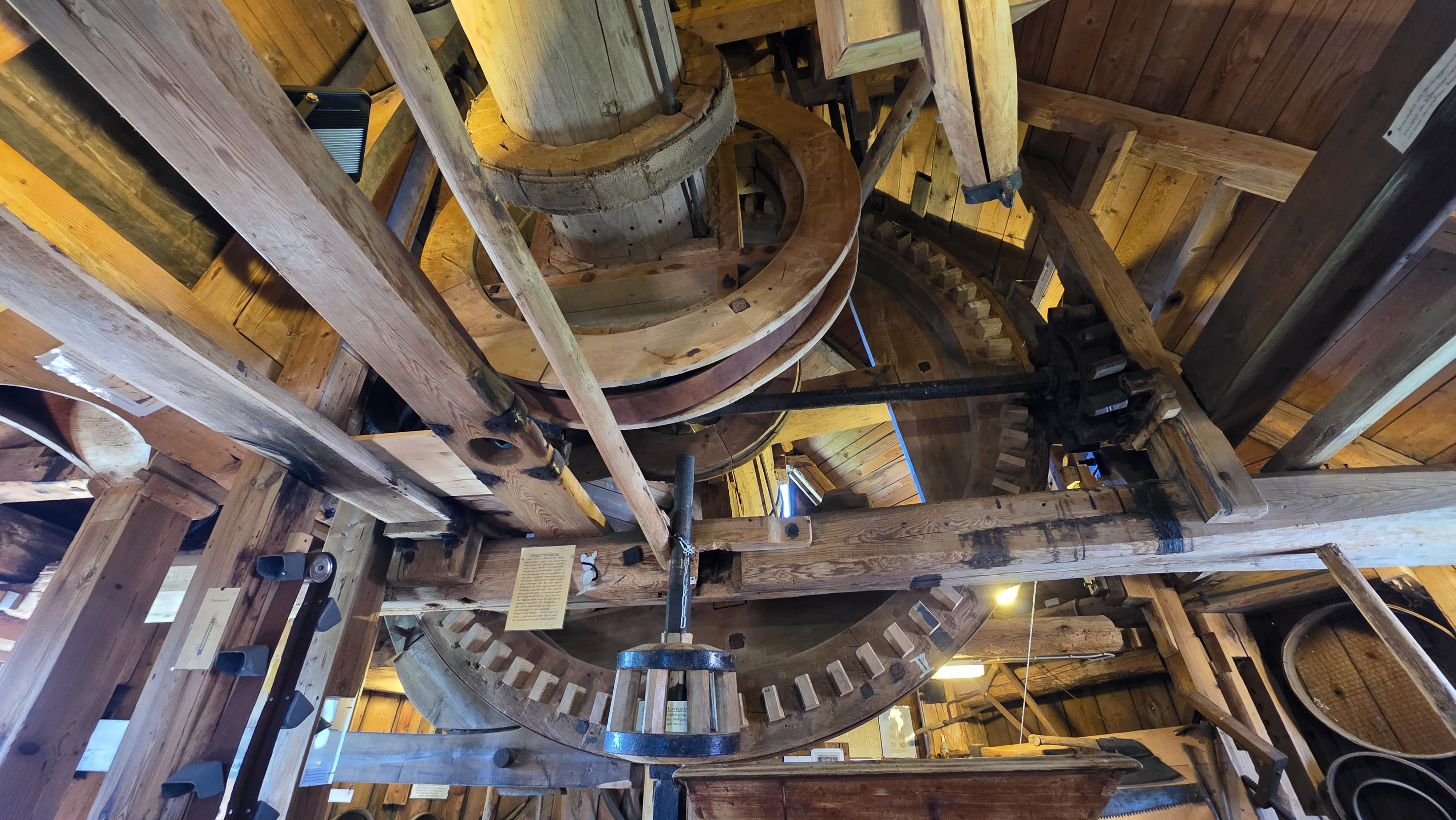
Kammrad
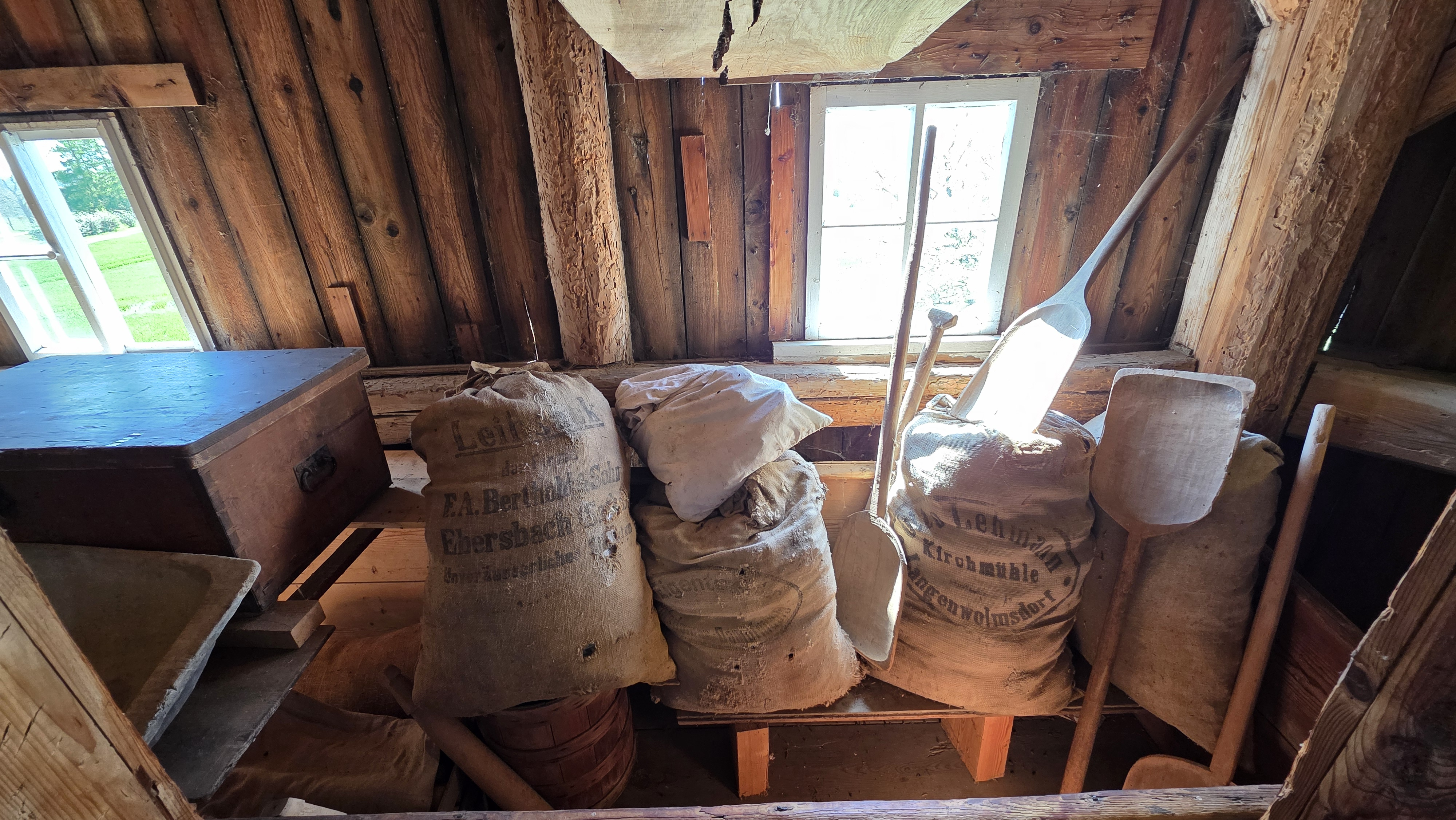
verschiedene Säcke
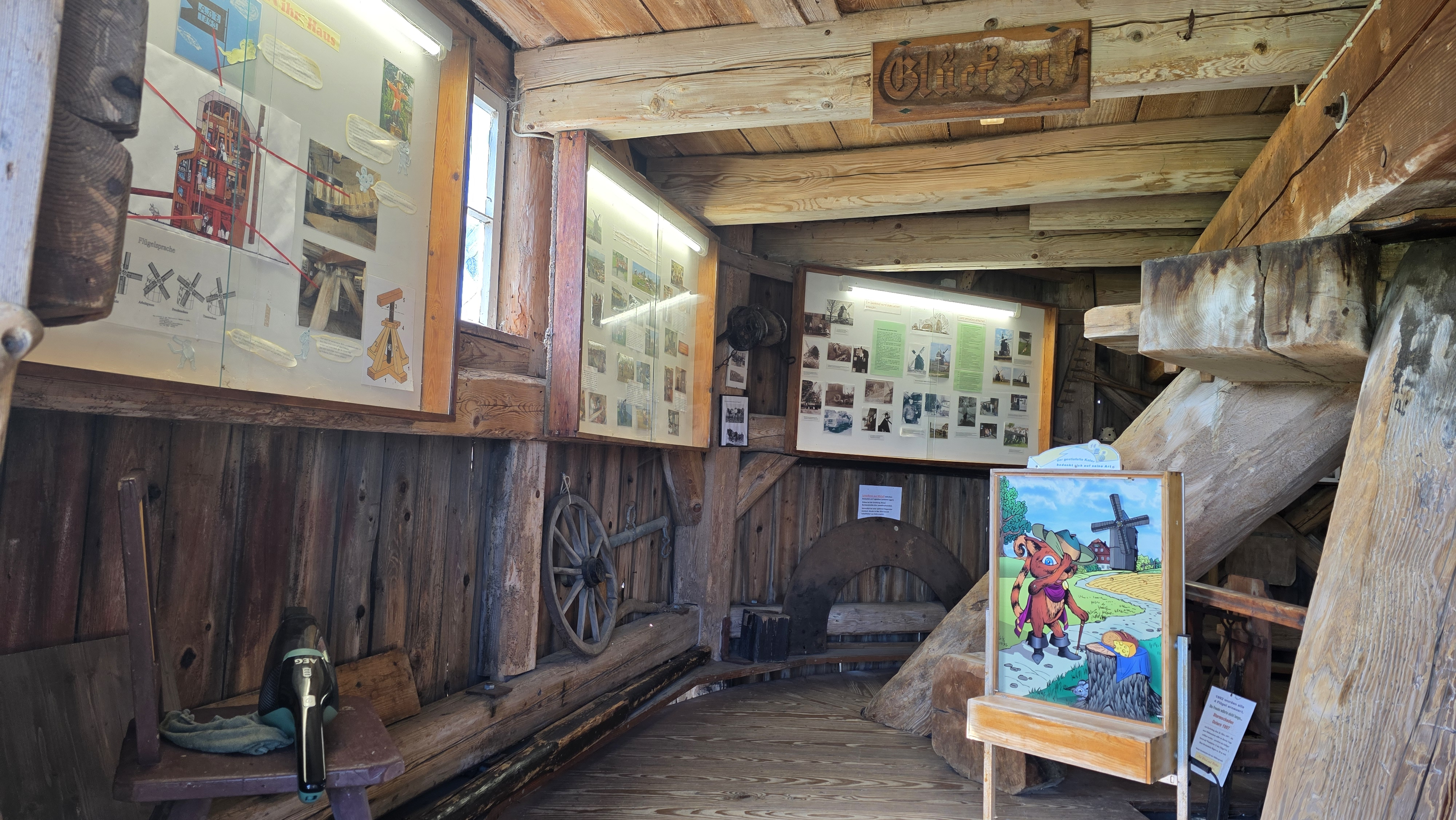
Schautafeln
Getreide
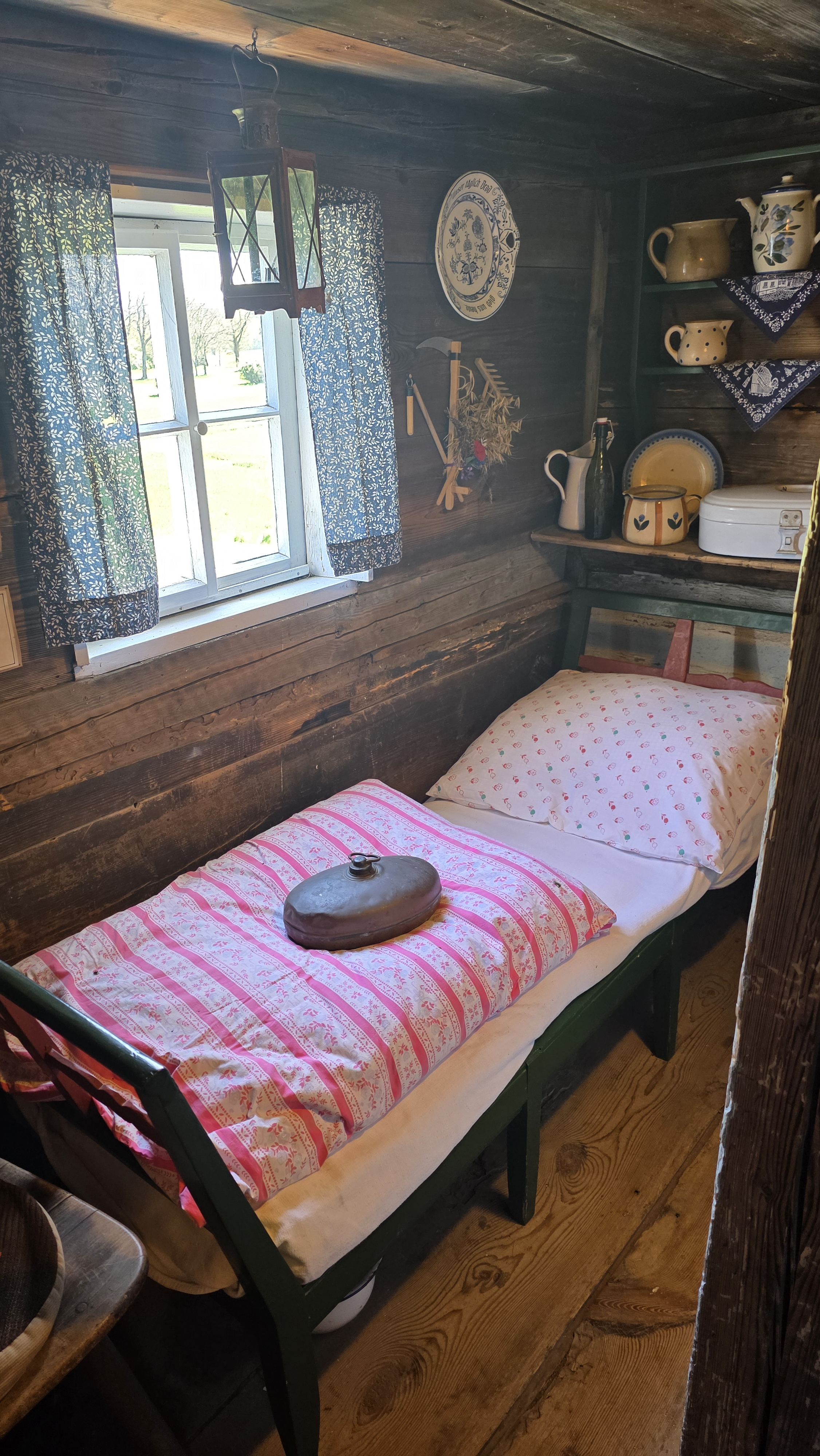
Müllerstübchen